# Complemento di modo o maniera
Nella sintassi della frase semplice, il complemento di modo o maniera indica il modo in cui si svolge un'azione o si verifica un fatto espresso dal verbo.

## Esempi
- Cappuccetto Rosso passeggia con spensieratezza.
- Il lupo mangia Cappuccetto Rosso con molta soddisfazione.
- La nonna guarda il lupo con sospetto.

Secondo le grammatiche scolastiche, risponde alle domande Come?, In che modo?, In che maniera?. Appartiene alla categoria dei complementi indiretti.

## Come si presenta il complemento
Il complemento può essere costituito da:
- un avverbio (es.: Mio nonno ama mangiare bene; Questa notte ho dormito malissimo)
- un aggettivo usato però con valore avverbiale (es.: Per favore, parla piano)
- un sostantivo preceduto dalle preposizioni a, di, in, con, per (es.: Antonio tiene in ordine solo i suoi file musicali)
- alcune locuzioni avverbiali (ad arte, alla rinfusa, di buon grado, di mala voglia ecc.) (es. Non riporre gli abiti alla rinfusa)[1]

## Dalla frase semplice alla frase complessa
Oltre che con un nome, il complemento di modo o maniera può essere espresso anche con una frase subordinata, chiamata proposizione modale. 
Quest'ultima ha il verbo coniugato ai modi indicativo o congiuntivo quando è in forma esplicita, mentre in forma implicita il verbo è all'infinito (introdotto da con o da a forza di), al gerundio o al participio.
Ad esempio:
- Il lupo balzò sul letto come se lo volesse sfondare.
- Cappuccetto Rosso si è liberata del lupo correndo un grande rischio.

## Complemento avverbiale di modo
Quando il complemento di modo è espresso da un avverbio, si chiama complemento avverbiale di modo. 
Di solito gli avverbi di modo terminano col suffisso "-mente (velocemente, brutalmente, incomprensibilmente, loquacemente, incredibilmente etc).
Ad esempio:
- Cappuccetto Rosso correva velocemente.
- Il lupo mangiò crudelmente Cappuccetto Rosso.
- Il cacciatore sparò al lupo precisamente.